# Codex Mariendalensis

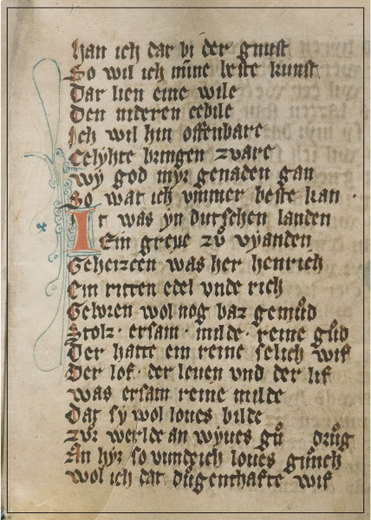
Stránka z kodexu

Codex Mariendalensis je rukopis epické básně ze 14. století pojednávající o ctihodné sestře Yolandě z Veianen (lucembursky vu Veianen, † 1283). Báseň zřejmě napsal dominikánský bratr Hermann (z Veldenzu, vu Veldenz) nedlouho po Yolandině smrti na konci 13. století. Je psána střední horní němčinou moselfranského regionu a jako taková je považována i za první psaný doklad lucemburštiny.
Rukopis byl dlouho chován v lucemburském klášteře Marienthal (Mariendall), v roce 1655 vznikla kopie, ale kodex byl považován za ztracený. Znovuobjeven byl roku 1999 lingvistou Guyem Bergem v hradě Ansembourg nedaleko kláštera. V roce 2008 kodex koupil stát a dnes je uložen v Národní knihovně Lucemburska (sign. Ms 860).